# José Isbert
Pour les articles homonymes, voir Isbert.
José Isbert, né le 3 mars 1886 à Madrid et mort le 28 novembre 1966 à Madrid, est un acteur espagnol populaire sous le surnom de Pepe Isbert. Il est notamment connu pour ses rôles de vieillards à la fois débonnaires et têtus dans quatre comédies de Luis García Berlanga et dans La Petite Voiture de Marco Ferreri.
Il est le père de l'actrice María Isbert.

## Filmographie sélective
- 1952 : Mascarade d'amour (Doña Francisquita) de Ladislas Vajda
- 1953 : Bienvenue Mr Marshall de Luis García Berlanga - don Pablo, le maire
- 1954 : L'Aventurier de Séville (Las Aventuras del barbero de Sevilla) de Ladislas Vajda - don Faustino
- 1954 : Nuits andalouses de Maurice Cloche
- 1954 : Tout est possible à Grenade (¡¡Todo es posible en Granada!!) de José Luis Sáenz de Heredia
- 1955 : Historias de la radio de José Luis Sáenz de Heredia - l'inventeur
- 1956 : Calabuig de Luis García Berlanga - don Ramón
- 1956 : Après-midi de taureaux (Tarde de toros) de Ladislas Vajda
- 1957 : Les Jeudis miraculeux de Luis García Berlanga - don José
- 1957 : Faustina de José Luis Sáenz de Heredia
- 1958 : La vida por delante de Fernando Fernán Gómez - le témoin de l'accident
- 1960 : La Petite Voiture de Marco Ferreri - don Anselmo
- 1962 : Une famille explosive (La gran familia) de Fernando Palacios - le grand-père
- 1962 : Tú y yo somos tres de Rafael Gil
- 1963 : Le Bourreau de Luis García Berlanga - Amadeo, le bourreau